# 卢西亚诺·法维罗
卢西亚诺·法维罗（義大利語：Luciano Favero，1957年10月11日—）是一名已退役意大利足球运动员，司职后卫。他是一位全能型的后卫，虽然一般踢中后卫，但可以胜任后场任何位置。他以强力的身体素质闻名。

## 荣誉

### 俱乐部
锡拉库扎
- 意丙杯: 1978–79

尤文图斯
- 意大利足球甲级联赛: 1985–86
- 欧洲超级杯: 1984
- 欧洲冠军杯: 1984–85
- 洲際盃: 1985